# Šapjane
Šapjane so naselje v Istri na Hrvaškem, ki upravno spada pod občino Matulji; le-ta pa spada pod Primorsko-goransko županijo.
Šapjane so eden od tistih istrskih krajev, kjer je bila po zadnjem avstro-ogrskem popisu prebivalstva iz leta 1910 večina prebivalstva slovensko govoreča.

## Demografija
| Kraj    | Število slovensko govorečih 1910 | Število italijansko govorečih 1910 | Število hrvaško govorečih 1910 |
| ------- | -------------------------------- | ---------------------------------- | ------------------------------ |
| Šapjane | 100% (308)                       | 0                                  | 0                              |

| Pregled števila prebivalcev po letih | Pregled števila prebivalcev po letih | Pregled števila prebivalcev po letih | Pregled števila prebivalcev po letih | Pregled števila prebivalcev po letih | Pregled števila prebivalcev po letih | Pregled števila prebivalcev po letih | Pregled števila prebivalcev po letih | Pregled števila prebivalcev po letih | Pregled števila prebivalcev po letih | Pregled števila prebivalcev po letih | Pregled števila prebivalcev po letih | Pregled števila prebivalcev po letih | Pregled števila prebivalcev po letih | Pregled števila prebivalcev po letih |
| ------------------------------------ | ------------------------------------ | ------------------------------------ | ------------------------------------ | ------------------------------------ | ------------------------------------ | ------------------------------------ | ------------------------------------ | ------------------------------------ | ------------------------------------ | ------------------------------------ | ------------------------------------ | ------------------------------------ | ------------------------------------ | ------------------------------------ |
| 1857                                 | 1869                                 | 1880                                 | 1890                                 | 1900                                 | 1910                                 | 1921                                 | 1931                                 | 1948                                 | 1953                                 | 1961                                 | 1971                                 | 1981                                 | 1991                                 | 2001                                 |
| 279                                  | 257                                  | 319                                  | 332                                  | 339                                  | 308                                  | 309                                  | 323                                  | 255                                  | 306                                  | 319                                  | 311                                  | 238                                  | 214                                  | 208                                  |